# مارك ويلكيرسون
مارك ويلكيرسون (بالإنجليزية: Mark Wilkerson)‏ هو مغني أمريكي، ولد في 6 سبتمبر 1976 في إنتربرايز في الولايات المتحدة.

## وصلات خارجية
- الموقع الرسمي
- مارك ويلكيرسون على موقع IMDb (الإنجليزية)
- مارك ويلكيرسون على موقع قاعدة بيانات الفيلم (الإنجليزية)